# Editorial Presença
Editorial Presença est un éditeur portugais situé à Queluz de Baixo, Barcarena.
Il se distingue des autres éditeurs avec près de 240 nouveaux titres par an, ce qui permet d'occuper un des sommets du marché éditorial.

## Publications
10 des vingt auteurs les plus lus au Portugal sont publiés par cet éditeur:
- Khaled Hosseini
- Ken Follett
- Muriel Barbery
- J.K. Rowling
- Henning Mankell
- David Baldacci
- Nicholas Sparks
- Lauren Weisberger
- Michael Connelly
- Patricia D. Cornwell